# Finsterhennen
Finsterhennen (en français : Grasse Poule) est une commune suisse du canton de Berne, située dans l'arrondissement administratif du Seeland.

## Transport
- Gare sur la ligne Bienne–Täuffelen–Anet, appartenant à l’entreprise de transport Aare Seeland mobil (ASm).